# Vito Timmel
Vito Timmel, geboren als Victor von Thümmel, (Wenen, 19 juli 1886 - Triëst, 1 januari 1949) was een Italiaans kunstschilder.

## Biografie
Viktor von Thümmel was de zoon van Raphael von Thümmel, een afstammeling van de Leipzigse schrijver Moritz August von Thümmel, en de gravin Adele Scodellari uit Friuli. In 1890 verhuisde het gezin naar Triëst, toen onderdeel van Oostenrijk-Hongarije. Scodellari begon in de stad een modewinkel.
Vanaf 1890 bezocht Von Thümmel de Scuola per Capi d'Arte in Triëst, waar hij de basisprincipes van het schilderen leerde. In 1905 ging hij naar de Universiteit voor Toegepaste Kunsten Wenen, en in 1906 naar de Akademie der bildenden Künste Wien. Daar kwam hij in aanraking met toenmalige trends in de schilderkunst, zoals de Wiener Secession en het Symbolisme.
Na het voltooien van zijn Grand tour en militaire dienst voor Oostenrijk, exposeerde hij in Arezzo en München (1910) en Napels (1913). In augustus 1914 trouwde hij met Maria Ceresar, in 1915 kregen ze een zoon. Drie jaar later stierf Ceresar aan tuberculose. In 1921 hertrouwde Timmel met Giulia Tomè.
In de jaren 1910 werkte de kunstenaar als graficus en maakte muurschilderingen, hij beschilderde onder meer het Theater van Monfalcone en de Cinema Italia in Triëst. Hij werd opgeroepen voor het Oostenrijkse leger tijdens de Eerste Wereldoorlog en naar Radkersburg gestuurd. Tijdens het verblijf daar schilderde samen met de schilder Argio Orell de club 'Boheme'.
Teruggekeerd uit de oorlog, produceerde hij in de jaren 1920 veel schilderijen en exposeerde in Triëst en verschillende Italiaanse steden. Hij verliet zijn gezin en verbleef in Civitavecchia waar hij verder werkte. Zijn vriendin Anita Pittoni haalde hem terug naar Triëst, maar in de jaren 1930 verslechterde zijn geestelijke gezondheid. Vanaf 1946 werd hij behandeld in een psychiatrische inrichting. Hij hield een dagboek bij, dat in 1973 werd uitgegeven.
Het toneelstuk La mostra van Claudio Magris handelt over de psychische aandoening van Timmel. Roberto Herlitzka speelde Timmel in de eerste producties.

## Galerij

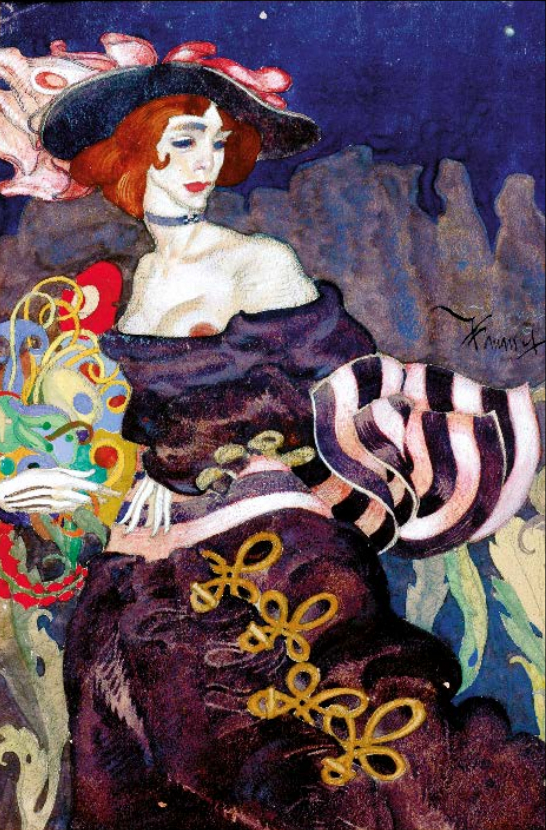
Il viandante
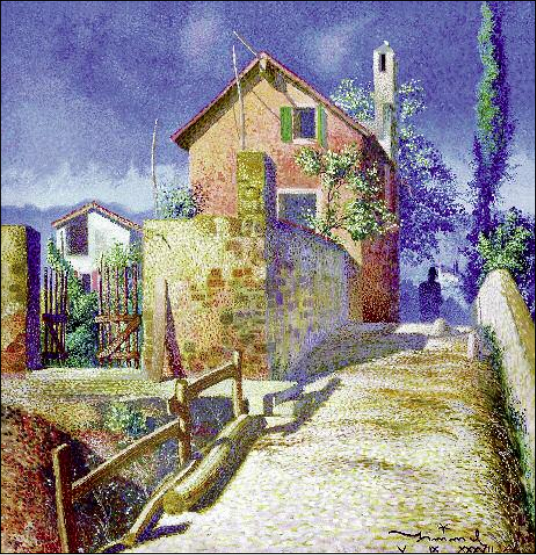
Viandante in fondo al sentiero
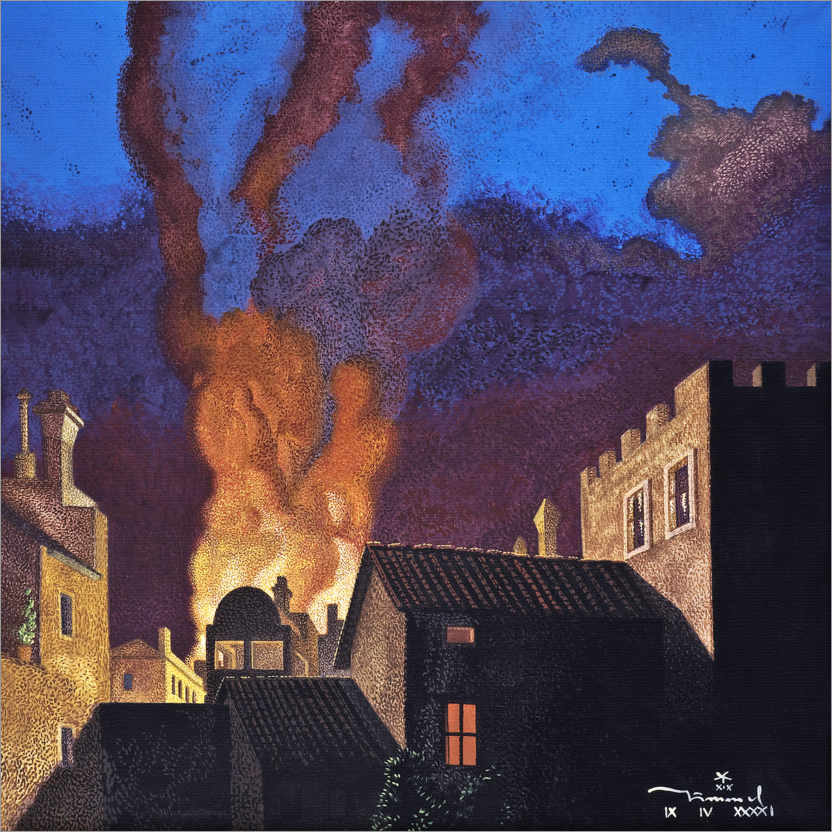
Brand op de Balkan
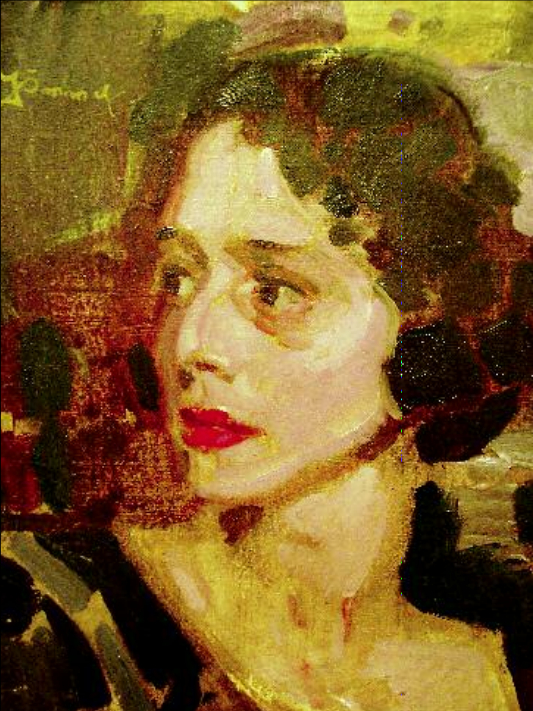
Portret van Gemma Marangoni
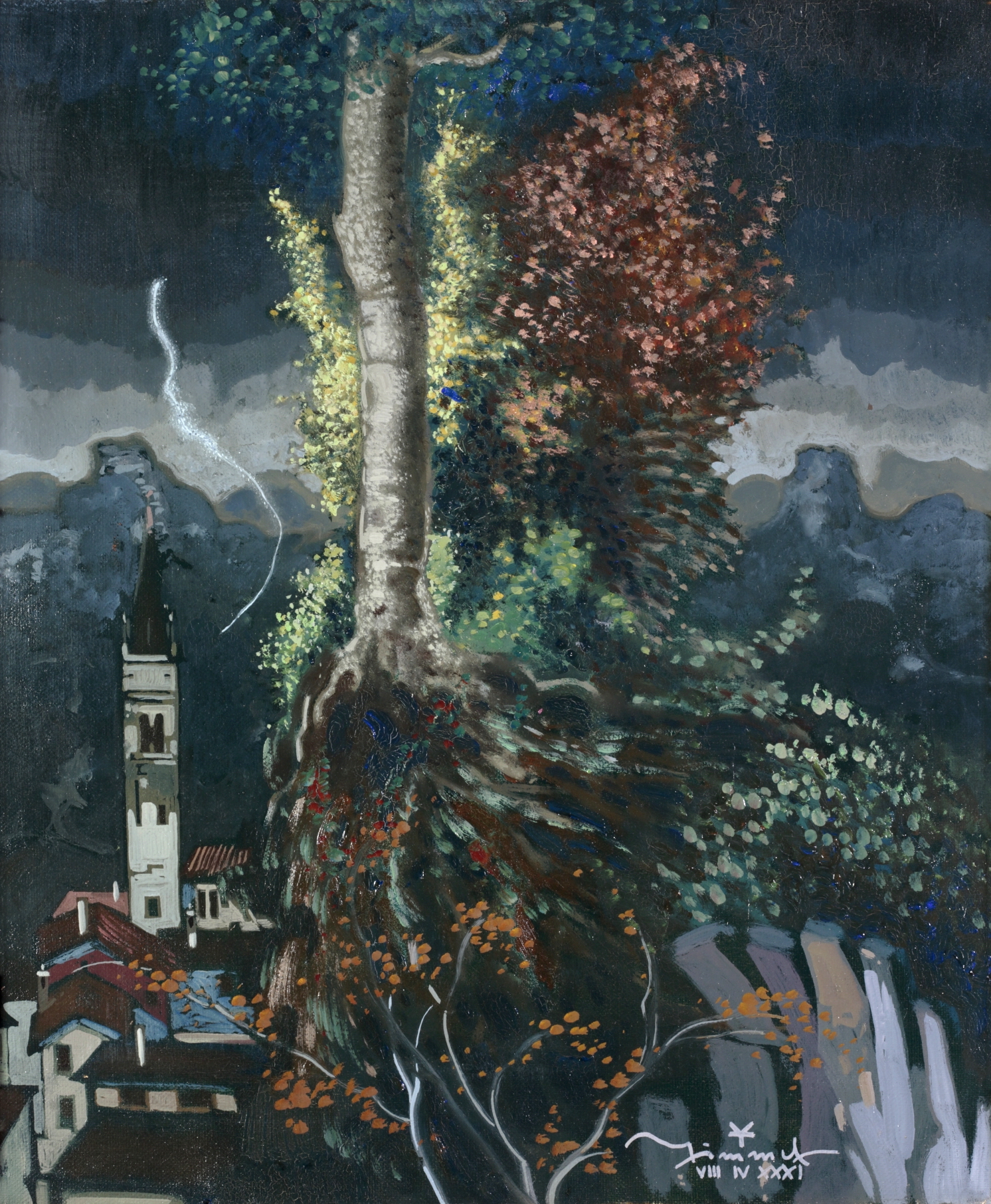
Uitzicht op de stad